# Caroline Bourg

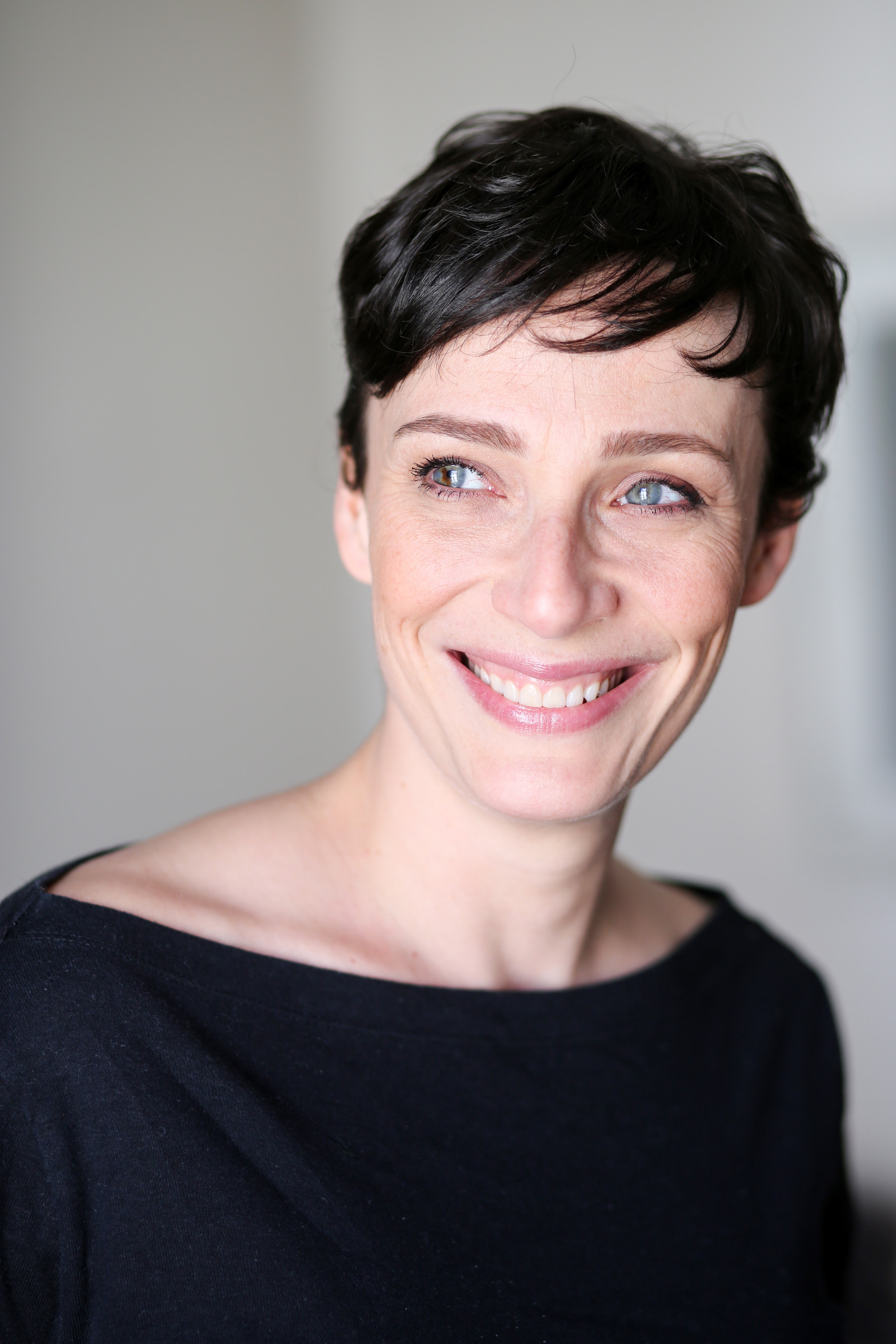
Caroline Bourg, 2000

Caroline Bourg (* 17. Dezember 1980 in Valenciennes) ist eine französische Schauspielerin und Synchronsprecherin.

## Leben
Caroline Bourg studierte von 1999 bis 2001 an der Pariser Schauspielschule Cours Viriot. Anschließend spielte sie Theater und die Rolle der Anna von 2004 bis 2008 in 42 Folgen der Fernsehserie St. Tropez. Ihr Leinwanddebüt gab sie in der 2007 erschienenen und von Olivier De Plas inszenierten Filmkomödie Tel père telle fille an der Seite von Vincent Elbaz, Élodie Bouchez und Frédérique Bel.

## Filmografie (Auswahl)
- 2004–2008: St. Tropez (Sous le Soleil, Fernsehserie, 42 Folgen)
- 2007: Die Kammer der toten Kinder (La Chambre des morts)
- 2007: Tel père telle fille
- 2008: Versailles – Der Traum eines Königs (Versailles, le rêve d’un roi)
- 2009: Charmante Mira
- 2009: L’affaire Salengro
- 2010– Plus belle la vie (Fernsehserie)
- 2011: Ziemlich beste Freunde (Intouchables)
- 2011: Crime Scene Riviera (Section de recherches, Fernsehserie, 1 Folge)
- 2015: Kommissar Caïn (Caïn, Fernsehserie, 1 Folge)